# Maman Küsters s'en va au ciel
Pour plus de détails, voir Fiche technique et Distribution.
Maman Küsters s'en va au ciel (Mutter Küsters' Fahrt zum Himmel) est un film allemand réalisé par Rainer Werner Fassbinder, sorti en 1975. Ce film a été inspiré par L'Enfer des pauvres (Mutter Krausens Fahrt ins Glück), un film sorti en 1929.

## Synopsis
Herman Küsters, ouvrier, tue son patron et ensuite se suicide. La presse construit une image humiliante de Hermann. Emma Küsters, sa femme, se pose comme objectif de réhabiliter l'honneur de son mari. Délaissée par ses enfants, elle se tourne vers un groupe communiste et ensuite vers un groupe anarchiste.

## Fiche technique
- Titre : Maman Küsters s'en va au ciel
- Titre original : Mutter Küsters' Fahrt zum Himmel
- Réalisation : Rainer Werner Fassbinder
- Scénario : Rainer Werner Fassbinder, Kurt Raab et Heinrich Zille
- Musique : Peer Raben
- Photographie : Michael Ballhaus
- Montage : Thea Eymèsz (de)
- Direction artistique : Ruediger Schmid
- Assistant réalisateur : Renate Leiffer
- Décors : Kurt Raab
- Maquillage : Jo Braun
- Son : Wolfgang Hoffmann
- Société de production : Filmverlag der Autoren (de), Tango Film
- Société de distribution : Capital Films (France), Kinowelt (Allemagne), New Yorker Films (en) (États-Unis)
- Pays d'origine :  Allemagne de l'Ouest
- Langue : allemand
- Format : Couleurs - 1,37:1 - Mono
- Genre : Drame
- Durée : 120 minutes
- Sortie :
  - 7 juillet 1975 (Allemagne de l'Ouest)
  - 19 janvier 1977 (France)

## Distribution
- Brigitte Mira : Emma Küsters
- Ingrid Caven : Corinna
- Margit Carstensen : Mme Thälmann
- Karlheinz Böhm : Thälmann
- Irm Hermann : Helene
- Gottfried John : Niemeyer
- Peter Kern : propriétaire du night-club
- Helmut Petigk : Ballerina
- Kurt Raab : Gustav, prorpiétaire du bar
- Gustav Holzapfel : Herr Holzapfel
- Lilo Pempeit : secrétaire
- Peter Chatel : photographe #1
- Peter Bollag : photographe #2
- Vitus Zeplichal : journaliste
- Volker Spengler : photographe #3
- Y Sa Lo (de) : terroriste
- Armin Meier : Ernst
- Matthias Fuchs : Knab
- Rainer Werner Fassbinder : Pfarrer (voix) (non-crédité)
- Wolfgang Hess (de) : Ernst (voix) (non-crédité)
- Adrian Hoven : rédacteur en chef (non-crédité)
- Hannes Kaetner (de) : agent de sécurité (non-crédité)
- Eva Mattes : secrétaire (non-créditée)